# Dapsa obscurissima
Dapsa obscurissima es una especie de coleóptero de la familia Endomychidae.

## Distribución geográfica
Habita en Italia y Argelia.